# رونالد فيلدز
رونالد فيلدز (بالإنجليزية: Ronald Fields)‏ هو لاعب كرة قدم أمريكية أمريكي، ولد في 13 سبتمبر 1981 في بوغالوسا في الولايات المتحدة.

## وصلات خارجية
- رونالد فيلدز على موقع مرجع كرة القدم المحترفة.كوم (الإنجليزية)